# Eufrozína Báthoryová
Eufrozína Báthoryová (též ve slovenské podobě Bátoriová, maďarsky Báthory Fruzsina de Ecséd) byla uherská šlechtična z rodu Drugethů, provdaná hraběnka Báthoryová. 

## Život
Narodila se jako dcera Františka III. Drugetha.
O Eufrozíně je známo, že ve Vranově se stala velkou podporovatelkou reformace. V tomto městečku dala postavit v roce 1580 kostel pro kalvinisty. Zároveň se zasloužila o vydání bible v maďarštině svými velkými příspěvky na tiskárnu ve Visoli (Maďarsko). 

### Manželství
Euforzina se provdala za hraběte Štěpána Báthoryho, bratra nechvalně proslulé Alžběty Báthoryové. Z manželství Eufrozíny a Štěpána se nenarodily žádné děti a Štěpánovou smrtí v roce 1605 vymřela mužská větev Báthoryů z Ecsedu. 
Manželova sestra Alžběta (známá později jako Čachtická paní), která se v roce 1575 ve Vranově provdala za Františka Nádasdyho. == Reference ==
V tomto článku byl použit překlad textu z článku Eufrozína Bátoriová na slovenské Wikipedii.